# Eurya sakishimensis
Eurya sakishimensis är en tvåhjärtbladig växtart som beskrevs av Hatusima. Eurya sakishimensis ingår i släktet Eurya och familjen Pentaphylacaceae. Inga underarter finns listade i Catalogue of Life.